# Progarypus oxydactylus
Progarypus oxydactylus es una especie de arácnido del orden Pseudoscorpionida de la familia Olpiidae.

## Distribución geográfica
Se encuentra en Paraguay.